# Three Rock Rovers HC
Three Rock Rovers Hockey Club is een Ierse hockeyclub uit Dublin.
De club werd in 1893 opgericht door oud-leden van de Dublin University Hockey Club. In de beginjaren werd er gespeeld op de locatie van de Maids of the Mountain Hockey Club Na vele verhuizingen kwamen de twee clubs in 1988 weer samen en fuseerden tot Three Rock Rovers Hockey Club in 1999.
De club speelt bij de heren en de dames in de hoogste Ierse divisie en neemt deel aan de Euro Hockey League 2008/2009.